# 柳別奇
51°42′31″N 30°39′51″E / 51.70861°N 30.66417°E

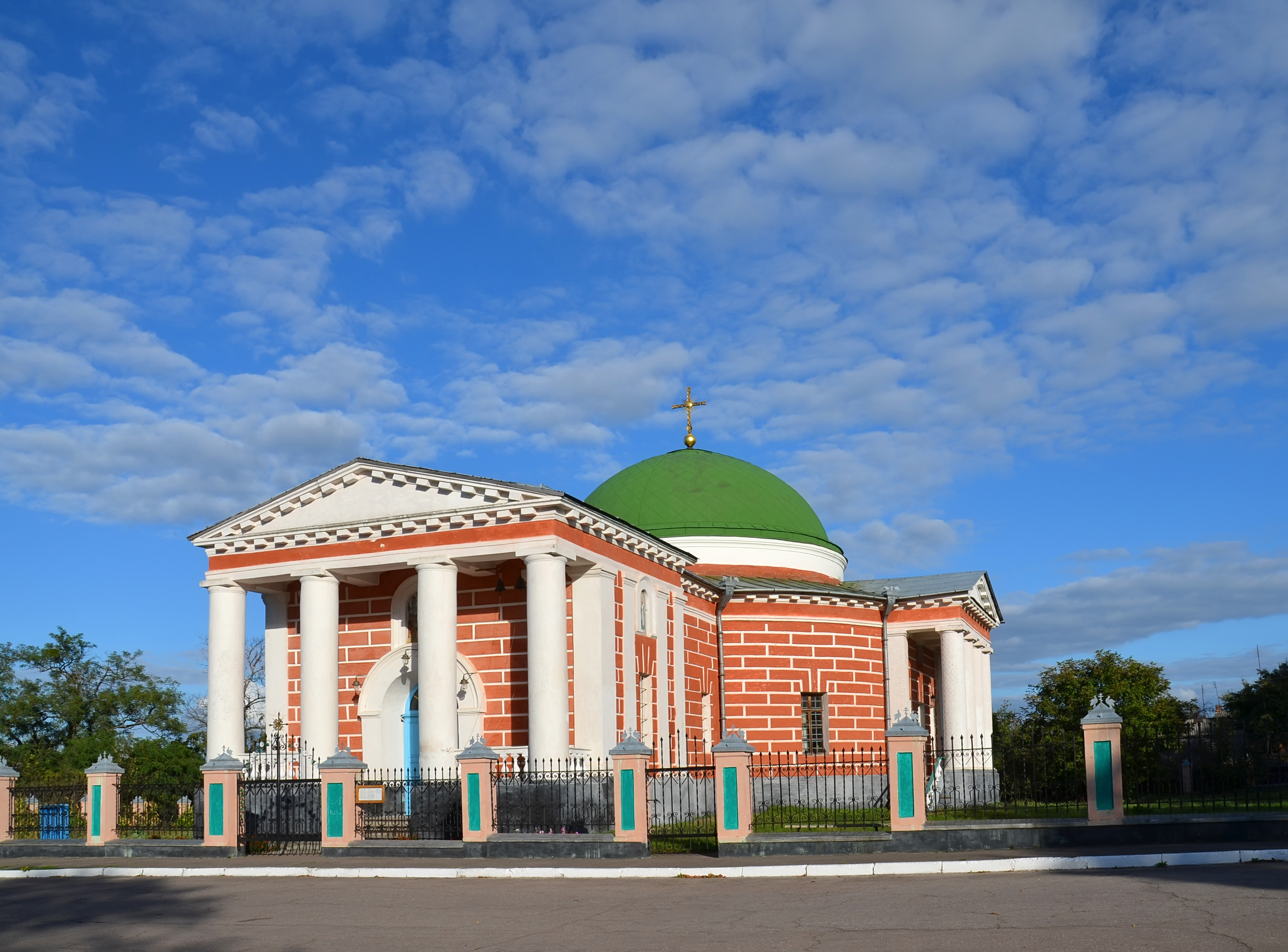
教堂

柳别奇（羅馬化：Liubech），又譯柳貝奇，是烏克蘭北部切爾尼戈夫州切爾尼戈夫區柳别奇市镇内的鎮及其行政中心。處於第聶伯河畔，距離首都基輔250公里，面積6平方公里，2011年人口2,228。